# Meritxell Serret
Meritxell Serret Aleu (Vallfogona de Balaguer, Lérida, 19 de junio de 1975) es una politóloga y política española. En enero de 2016 fue nombrada consejera de Agricultura, Ganadería, Pesca y Alimentación de la Generalidad de Cataluña. Fue destituida por el Gobierno español el 28 de octubre de 2017, en aplicación del artículo 155 de la Constitución. Del 17 al 29 de enero de 2018 fue diputada en el Parlamento de Cataluña en la XII legislatura por la coalición electoral Esquerra Republicana de Catalunya-Catalunya Sí.

## Biografía
Licenciada en Ciencias políticas por la Universidad Autónoma de Barcelona, con un posgrado en dirección de la Administración por la UOC. Ha trabajado como directiva en Provedella, centro de promoción de la carne de ternera. Actualmente es coordinadora técnica de la Fundación del Mundo Rural.

### Trayectoria política
Durante ocho años ha estado vinculada al sindicato agrario Unió de Pagesos.
De 2007 a 2011 fue concejala independiente en el gobierno municipal de Vallfogona de Balaguer por Esquerra Republicana de Cataluña.  En las elecciones municipales de 2011 ocupó el puesto número 8 de la lista de ERC-Acord Municipal.
Desde 2014 es miembro del secretariado nacional de la Asamblea Nacional Catalana y coordinadora de incidencia política.
En enero de 2016 fue nombrada Consejera de Agricultura, Ganadería, Pesca y Alimentación de la Generalidad de Cataluña. Y el 28 de octubre de 2017 en aplicación del artículo 155 de la Constitución española de 1978 en Cataluña, fue cesada como consejera.
Ocho meses más tarde, Meritxell Serret asumió el reto de reconstruir la delegación del Gobierno de la Generalidad de Cataluña en la capital belga, donde ejerció un cargo de representación en Europa.

### Causa judicial
Desde el 7 de septiembre de 2017 Meritxell se encuentra investigada por la Fiscalía del Tribunal Superior de Justicia de Cataluña por presuntos delitos de prevaricación, desobediencia al Tribunal Constitucional y malversación de caudales públicos, junto con los demás miembros del Gobierno autonómico. El 8 de septiembre la Fiscalía solicitó una fianza para garantizar los gastos que pueda ocasionar al erario público, que cifra en 6,2 millones de euros.
En octubre de 2017 se fugó a Bélgica junto con el presidente de la Generalidad Carles Puigdemont y tres consejeros: Antoni Comín (Consejería de Salud), Lluís Puig (Consejería de Cultura), y Clara Ponsatí (Consejería de Educación). El 3 de noviembre de 2017 la jueza de la Audiencia Nacional Carmen Lamela dictó una euroorden de detención contra todos ellos.
El 5 de diciembre de 2017 el juez Pablo Llarena del Tribunal Supremo, que había asumido el caso, retiró la orden europea de detención y entrega contra Serret y los demás miembros destituidos del Gobierno catalán, quedando vigente la orden detención únicamente dentro del territorio español.
El 11 de marzo de 2021 Meritxell Serret se persona en Madrid ante el Tribunal Supremo y el juez instructor Pablo Llarena, dando término a su fuga en Bélgica. Lo hace un día antes de la constitución del nuevo Parlamento de Cataluña, derivado de las elecciones celebradas el 14 de febrero de 2021. En ellas Serret concurrió como número 2 de Esquerra Republicana por Lérida y obtuvo un escaño como diputada.

#### Sentencia
El 26 de abril de 2023, el Tribunal Superior de Justicia de Cataluña condenó a Serret a un año de inhabilitación y al pago de 12.000 € de multa por desobediencia por la consulta ilegal del 1-O.